# Abbott i Costello – Kto to zrobił?
Abbott i Costello – Kto to zrobił? (ang. Who Done It?) – amerykański film komediowy z 1942 roku z udziałem duetu Abbott i Costello.

## Obsada
- Bud Abbott jako Laska Larkin
- Lou Costello jako Mervyn Milgrim
- Patric Knowles jako Turner